# سری آ زنان
سری آ (ایتالیایی: Serie A) یا سری آ فمی‌نیله تی‌آی‌ام (به دلیل حمایت مالی شرکت تی‌آی‌ام) بالاترین سطح لیگ فوتبال زنان در ایتالیا است. این لیگ در سال ۱۹۶۸ تأسیس شده و از فصل ۱۹–۲۰۱۸ توسط فدراسیون فوتبال ایتالیا اداره می‌شود. مسابقات این لیگ با حضور ۱۰ تیم برگزار می‌شود.
پرافتخارترین تیم این لیگ تورس است که توانسته تاکنون ۷ عنوان قهرمانی کسب کند. قهرمان فعلی سری آ رم می‌باشد که برای اولین بار در فصل ۲۳–۲۰۲۲ توانست این عنوان را از یوونتوس با پنج قهرمانی پیاپی پس بگیرد. سری آ در ضریب یوفا رتبه پنجم را دارد و دو تیم ابتدای جدول به لیگ قهرمانان اروپای زنان راه پیدا می‌کنند.
سری آ از فصل ۲۳–۲۰۲۲ به یک لیگ تمام حرفه‌ای تبدیل شد و سقف قرارداد را از قوانین خود حذف کرد تا تیم‌ها بتوانند به بازیکنان خود دستمزدهای بالاتری پرداخت کنند. بازیکنان زن فوتبال در ایتالیا اولین ورزشکاران زنی بودند که فعالیتشان تمام حرفه‌ای قلمداد شد. پس از این فصل تعداد تیم‌ها از ۱۲ به ۱۰ کاهش یافت.